# Pierluigi Iorio
Pierluigi Iorio (Napoli, 16 ottobre 1971) è un attore e regista teatrale italiano.

## Biografia
Debutta in teatro con Aldo Giuffré e sviluppa la sua carriera nel solco della tradizione teatrale italiana con le compagnie di Luigi De Filippo e Carlo Giuffré (tra le altre), interpretando ruoli da protagonista e co-protagonista in commedie di Eduardo Scarpetta, e dei fratelli De Filippo, Eduardo, Peppino e Titina. 
Per la sua interpretazione di Ciccillo ne Il medico dei pazzi con Carlo Giuffré, ottiene una nomination come miglior attore per il premio Golden Graal.
È co-protagonista nel ruolo di 'O russo nel musical C'era una volta... Scugnizzi di Claudio Mattone  nella stagione 2010/2011.
Nel 2019 collabora con Lina Wertmüller curando il coordinamento artistico della commedia musicale A che servono gli uomini di Iaia Fiastri, con Nancy Brilli.
Nel 2019 comincia la sua collaborazione con Federico Buffa, giornalista sportivo di Sky, firmando le regie di Esta noche juega El Trinche (del quale è anche co-autore) che racconta la storia di Tomas Felipe Carlovich, leggendario calciatore argentino soprannominato El Trinche  e La Milonga del fútbol, cento anni di storia argentina attraverso le gesta di Renato Cesarini, Omar Sivori e Diego Armando Maradona.
Nel 2024 partecipa come concorrente al programma televisivo Pechino Express su Sky, formando la squadra de I Brillanti in coppia con Nancy Brilli.
È tra i fondatori della "Bottega di Teatro di Luigi De Filippo", progetto teatrale che si prefigge di continuare la tradizione del teatro dei De Filippo.
È direttore artistico del Teatro Eduardo De Filippo di Agropoli.

## Televisione
- Alessandro Borghese - Celebrity Chef - programma televisivo (2025)
- Pechino Express - programma televisivo (2024)
- Resta con me – serie TV (2023)
- Mina Settembre – serie TV (2022)
- Gomorra - La serie – serie TV (2014-2016)
- Un posto al sole – soap opera (2009)
- L'amico di papà, regia di Giovanni Ribet (2006)
- Vivere – soap opera (2001)

## Teatro

### Regista
- Me la Canto e me la sogno (2025), con Flora Canto[8]
- L’ebreo di Gianni Clementi (2024), con Nancy Brilli[9]
- I 7 Re di Roma di Luigi Magni (2024), regista assistente, con Enrico Brignano[10]
- Grisú, Giuseppe e Maria di Gianni Clementi (2024), con Francesco Procopio, Giancarlo Ratti[11]
- La Milonga del Fútbol (2023), con Federico Buffa
- PAP Il Varietà (2023), con Corinne Cléry, Stefano Masciarelli
- La guerra spiegata ai poveri (2023) di Ennio Flaiano
- Il circo dei pensieri, il vento della memoria in Alfonso Gatto (2022) di Antonio Giordano
- Dove osano le fate (2021), di e con Nancy Brilli e Pierluigi Iorio
- Ho ucciso i Beatles[12] (2020) di Stefano Valanzuolo, con Sarah Jane Morris, Solis String Quartet, Paolo Cresta[13][14]
- A che servono gli uomini (2019) di Iaia Fiastri, coordinamento artistico - messa in scena di Lina Wertmuller, con Nancy Brilli
- Il mio cuore è nel sud (2019) da Eduardo De Filippo, Raffaele Viviani, Giuseppe Patroni Griffi, con Mariano Rigillo[15]
- Esta noche juega El Trinche[4][16] di Pierluigi Iorio e Federico Buffa, con Federico Buffa (2019)
- Gaber-scik omaggio a Giorgio Gaber di Pierluigi Iorio (2012)[17]
- Compagni di merenda di Oscar Nicodemo[18] (2009)

### Attore
- C'era una volta... Scugnizzi - il musical di Claudio Mattone ed Enrico Vaime, regia di Claudio Mattone (2010-2011)
- Caffè di notte e giorno e Scalo marittimo di Raffaele Viviani, regia di Nello Mascia (2022)
- Compagni di merenda di Oscar Nicodemo, regia di Pierluigi Iorio (2009)
- Dove osano le fate, con Nancy Brilli e Pierluigi Iorio (2021)
- Gaber-scik", omaggio a Giorgio Gaber, scritto, diretto e interpretato da Pierluigi Iorio (2012-2013)
- I casi sono due di Armando Curcio e Eduardo De Filippo, regia di Carlo Giuffré (2009-2010)
- Il medico dei pazzi di Eduardo Scarpetta, regia di Carlo Giuffré (2004-2005-2006-2007)
- Il medico dei pazzi di Eduardo Scarpetta, adattamento e regia di Aldo Giuffré (1996-1997-1998)
- Il medico dei pazzi di Eduardo Scarpetta, adattamento e regia di Daniela Cenciotti e Carlo Croccolo (2001)
- L'amico di papà di Eduardo Scarpetta, adattamento e regia di Luigi De Filippo (1998-1999)
- La commedia del re buffone e del buffone re di Luigi De Filippo, regia di Luigi De Filippo (2000)
- La vedova allegra, operetta in tre atti, libretto di V. Léon e L. Stein, musica di Franz Lehár, regia di Vincenzo Salemme, direttore d'orchestra Daniel Oren, Teatro dell'Opera di Roma, Teatro Giuseppe Verdi di Salerno (2007-2008)
- Le metamorfosi di un suonatore ambulante, commedia musicale di Peppino De Filippo, regia: Luigi De Filippo (2002)
- Mater Natura - Madre Madonna da Jacopone da Todi e Dario Fo, regia di Michelangelo Fetto, con Katia Ricciarelli e Marina Confalone (2009)
- Miseria e nobiltà di Eduardo Scarpetta, regia di Carlo Giuffré (2003-2004)
- Porta Capuana e Mmiezo â ferrovia, regia di Nello Mascia – "Viviani per strada", progetto di Nello Mascia per il Teatro Trianon di Napoli. (2021)
- Tutto il mare o due bicchieri di Eduardo Tartaglia (2017)
- Un ragazzo di campagna di Peppino De Filippo, regia di Luigi De Filippo, ripresa[19] (2019)
- Un ragazzo di campagna di Peppino De Filippo, regia di Luigi De Filippo (2000-2001)
- Un suocero in casa ( ...ma c'è papà!) di Peppino e Titina De Filippo, regia di Luigi De Filippo (1999-2000)
- Via Partenope" e Tuledo 'e notte di Raffaele Viviani, regia di Nello Mascia[20] (2021)

## Cinema
- C'è di nuovo la valigia sul letto, regia di Eduardo Tartaglia (2023)
- The Shadow dancer, regia di Brad Mirman, con Harvey Keitel, Joshua Jackson, Claire Forlani, Giancarlo Giannini (2005)
- La meravigliosa avventura di Antonio Franconi, regia: Luca Verdone (2011)
- Perhaps, regia di Francesco Vitiello – cortometraggio (2006)
- 1848 - Barricate a Napoli, regia Attilio Rossi (2006)
- Una cena divina, regia Attilio Rossi – cortometraggio (2000)